# Samuel Capricornus
Samuel Capricornus, właśc. Samuel Friedrich Bockshorn (ur. 21 grudnia 1628 w Žerčicach, zm. 10 listopada 1665 w Stuttgarcie)  – niemiecki kompozytor, kapelmistrz i nauczyciel muzyki czeskiego pochodzenia.

## Życiorys
Przyszedł na świat w rodzinie pastora ewangelickiego wyznania augsburskiego, w trakcie wojny trzydziestoletniej, która zmieniła strukturę religijną całych społeczności i wielu zmusiła do emigracji w poszukiwania wolności religijnej.
Jego rodzinne Žerčice były w roku 1639, podczas wtargnięciu Szwedów do Czech, całkowicie spalone. Mieszkańcy rozpierzchli się po okolicy, a większość już nigdy nie powróciła. Dlatego też w roku 1640 Capricornus udał się na naukę w gimnazjum do Sopronu, następnie studiował języki i teologię na Śląsku. 
Po krótkim pobycie w Strasburgu i Wiedniu (gdzie jako muzyk przebywał na dworze cesarskim i poznał muzykę Giovanni Valentiniego i Antonio Bertalego) oraz w Reutlingen, od roku 1649 sprawował przez dwa lata posadę prywatnego nauczyciela w rodzinie lekarza W. Raygera w Bratysławie. 10 września 1651 ożenił się tam z córką ewangelickiego proboszcza z Koszyc, E. Knoglerius, z którą miał czworo dzieci.
W marcu 1651 został mianowany nauczycielem muzyki w gimnazjum ewangelickim, a wkrótce Director Musicae w Dreifaltigkeitskirche w Bratysławie. Większa część jego twórczości pochodzi właśnie z okresu bratysławskiego. W czasie swej działalności w Bratysławie Capricornus napisał 112 utworów. Wiele z nich opublikował w swych zbiorach Opus Musicum (1655}, w owym czasie jednym z najbardziej rozpowszechnionych zbiorów wokalno-instrumentalnej muzyki liturgicznej oraz Jubilus Bernhardi (1660). Niektóre utwory były też wydane pośmiertnie w Opus aureum missarum (1670). 
W Bratysławie Capricornus oprócz swoich utworów wykonywał także dzieła mistrzów włoskich jak Giovanni Antonio Rigatti, Claudio Monteverdi, Alessandro Grandi, Giacomo Carissimi, a także niemieckich jak Heinrich Schütz, Johann Hermann Schein, Michael Praetorius. O wysokim poziomie muzyki na jego chórze możemy sądzić na podstawie zachowanych inwentarzy materiałów nutowych.
W kwietniu 1657 Capricornus opuścił Bratysławę, aby przyjąć posadę nadwornego kapelmistrza księcia Eberharda III w Stuttgarcie. W swym liście pożegnalnym uzasadnia odejście stanem zdrowia. W odpowiedzi mieszkańcy Bratysławy w liście dziękczynnym określili go jako muzyka "o wyjątkowej... pilności, tak że chętnie by go mieli o wiele dłużej". Jest jednak prawdopodobne, że głównym powodem był klimat religijny w monarchii austriackiej.
W Stuttgarcie Capricornus znalazł sprzyjające warunki dla działalności kompozytorskiej. Z tego okresu pochodzi interesujący dokument - polemika z innym stuttgarckim muzykiem, Ph. Boedeckerem, który atakuje Capricornusa. Ten jednak broni swego stylu kompozytorskiego i wskazuje na wzory w twórczości takich kompozytorów, jak G. Valentini i A. Bertali. W latach 1661–65 r. jego uczniem był Johann Fischer.
Capricornus utrzymywał kontakt z wybitnymi muzykami swoich czasów. Korespondował m.in. Heinrichem Schützem, który jego dzieła określił jako „opera virtuosa”. Wpływ Schütza na muzykę Capricornusa daje się zauważyć w zbiorze Theatrum Musicum (1669). Jego utwory dotarły też do Giacomo Carissimiego, który niektóre z nich wykonał w kościele Sant'Apollinare. Nazwiska tych dwóch twórców są ze sobą związane również za sprawą jednego z najwcześniejszych oratoriów, Salomis judicium. Zwykle mówi się, że autorem jest Carissimi, jednak w 1669 zostało opublikowane przez Capricornusa w Theatrum Musicum. Nie jest jasne, kto naprawdę jest autorem tego dzieła.
Capricornus był wyjątkowo płodnym kompozytorem. Pisał utwory niemal wszystkich gatunków. Jego utwory były bardzo popularne i zostały opublikowane za jego życia w wielu zbiorach. Krążyły w odpisach i egzemplarzach drukowanych jeszcze długo po jego śmierci i zostały odnotowane w inwentarzach wielu kościołów i dworów w całej Europie. Jest uważany za jednego z głównych twórców pieśni w swoim czasie. W okresie pomiędzy Heinrichem Schützem i Janem Sebastianem Bachem przyczynił się do rozwoju koncertu duchowego i kantaty. 
Później jednak jego imię i muzyka popadły w zapomnienie. Powoli jednak zaczyna wracać na scenę muzyczną dzięki działalności zespołów, specjalizujących się w wykonawstwie muzyki dawnej.

## Wybrane kompozycje
- Adeste omnes fideles, Edition Musica Poetica, St. Peter-Ording 2008
- Audio Domini Deus meus, Cornetto-Verlag, Stuttgart 2008
- Beati immaculati in via, Cornetto-Verlag, Stuttgart 2008
- Ciacona für Violine, Viola da gamba und B.c., Cornetto-Verlag, Stuttgart 2006
- Continutiatio theatri musici, Bencard, Würzburg 1669
- Deus docuisti me, Cornetto-Verlag, Stuttgart 2003
- Geistliche Concerten, Endter, Nürnberg 1658
- Geistlicher Concerten ander Theil, Stuttgart 1665
- Erster Theil Geistlicher Harmonien, Johann Weyrich Rösslin, Stuttgart 1659
- Ander Theil Geistlicher Harmonien, Johann Weyrich Rösslin, Stuttgart 1660
  - Das ist meine Freude, Edition Musica Rinata, Ditzingen 2000
  - Ich habe den Herrn, Cornetto-Verlag, Stuttgart 2004
- Geistliche Harmonien Teil 3
- Dritter Theil Geistlicher Harmonien, Johann Weyrich Rösslin, Stuttgart 1664
  - Es stehe Gott auf, Edition Musica Rinata, Ditzingen 2002
  - Ich bin schwarz, aber gar lieblich, Carus-Verlag, Leinfelden-Echterdingen 1998
  - Ich weiss, dass der Herr Gott ist, Edition Musica Rinata, Ditzingen 2000
  - Singet Gott, lobsinget seinem Namen, Edition Musica Rinata, Ditzingen 2003
- Jauchzet dem Herrn, Cornetto-Verlag, Stuttgart 2004
- Jubilus Bernhardi für SSATB, 4 Violen und B.c., Endter, Nürnberg 1660, Strube Verlag, Berlin 2003
  - Jesus dulcis memoria
  - Jesu spes poenitentibus
  - Jesu dulcedo Cordium
  - Jesum quaeram in lectulo
  - Cum Maria Diluculo
  - Jesu Rex admirabilis
  - Mane nobiscum Domine
  - Amor Jesu dulcissimus
  - Jesum omnes agnoscite
  - Jesus autor clementiae
  - Jesus mi bone sentiam
  - Tua Jesu dilectio
  - Jesu Decus Angelicum
  - Amor tuus continuus
  - Jesu summa benignitas
  - O Jesu mi dulcissime
  - Jesus cum sic diligitur
  - O beatum incendium
  - Jesu Flos matris Virginis
  - Jesu sole serenior
  - Mi dilecte reverete
  - Coeli cives occurrite
  - Rex virtutum
  - Jesus in pace imperat
- Missa in F für Sopran, Alt, Tenor, Bass, 2 Violinen und B.c., Cornetto-Verlag, Stuttgart 2003
- Opus aureum missarum, Bencard, Frankfurt 1670
- Opus musicum, Christoff Gerhard, Nürnberg 1655
- Quae fata spes ve fingo?, Cornetto-Verlag, Stuttgart
- Quis dabit capiti meo aquam, Cornetto-Verlag, Stuttgart 2008
- Raptus Proserpinae, Opera
- Scelta musicale, Ammon, Frankfurt 1669
- Sonata in e für Violine und b.c.
- Surrexit pastor bonus, Edition Musica Poetica, St. Peter-Ording 2008
- Tafelmusik
- Continuatio der Tafelmusik
- Theatrum musicum, Bencard, Würzburg 1669, Faksimile: Cornetto-Verlag, Stuttgart
- Willkommen, edles Knäblein, Edition Musica Rinata, Ditzingen 2000
- Zwey Lieder von dem Leyden und Sterben Jesu, Christoff Gerhard, Nürnberg 1660, Faksimile: Cornetto-Verlag, Stuttgart